# Oldrado da Tresseno
Oldrado da Tresseno (mort en 1233) était un homme politique italien, podestat (maire) de Milan au XIIIe siècle. Il est à l'origine de la restructuration de la Piazza Mercanti, centre de la ville médiévale, à proximité immédiate de l'actuelle Piazza Duomo. Sur cette même place, il ordonna la construction du Palazzo della Ragione, broletto municipal (bâtiment gouvernemental) au Moyen Âge.
Il est également connu pour avoir été un fervent opposant aux Cathares.

## Biographie
Les détails de la vie d'Oldrado da Tresseno sont en grande partie inconnus. Bien qu'il soit, dans les textes médiévaux, qualifié de "citoyen de Lodi", son lieu de naissance est sujet à débat ; il pourrait également être né à Dresano, une petite localité à proximité de Melegnano.
Il était un proche ami de l'inquisiteur Pierre de Vérone, et collabora de manière active avec l'Inquisition dans la persécution des fidèles de l'Église de Concorezzo, mouvance cathare très active soutenue par l'évêque de Concorezzo (une ville au nord-est de Milan, à proximité de Monza) et par son vassal du lieu, Filippo Confalonieri.
Une sculpture romane représentant Oldrado est visible sur l'une des façades du Palazzo della Ragione milanais. Ce portrait équestre , sculpté en relief, est le plus ancien portrait équestre d'un personnage contemporain conservé en Italie. Il y est représenté vêtu en praticien et chevauchant sa monture. Il tient les rênes dans la main gauche et dans la droite, aujourd'hui vide, le bâton de commandant. Il y est célébré pour son haut fait le plus célèbre  précisé par le poème gravé sous le relief en latin :

« An du Seigneur 1233. Au podestat de Milan, Oldrado di Tresseno. Lorsque vous passez sous le portique royal du grand palais, vous vous rappelerez toujours les mérites du podestat Oldrado, citoyen de Lodi, défenseur de la foi et de l'épée, qui construisit le palais et brula, comme il le devait, les Cathares. »